# Steve Purcell (director)
Steve Purcell es un director de cine y productor estadounidense. 
Gran parte de su carrera trabajó haciendo un gran número de películas sobre conciertos en directo para artistas como Meat Loaf, Alanis Morissette, Trisha Yearwood, B.B. King y Yanni. En 2001, dirigió la película de comedia The Queens of Comedy. Desde 2001 a 2002, dirigió a Mary-Kate y Ashley Olsen en las películas Holiday in the Sun, Getting There y When in Rome. Previamente trabajó con las Olsen en las producciones You're Invited to Mary-Kate & Ashley's... como director y editor.